# Slave Under His Immortal Will
Slave Under His Immortal Will är en EP-skiva av bandet Ondskapt. EP:n släpptes år 2001.

## Låtlista
1. "Slave Under His Immortal Will" - 06:20
2. "Dark Path" - 08:46